# Dresdner Motettenchor
Der Dresdner Motettenchor ist ein Kammerchor mit ca. 30 Sängerinnen und Sängern. Das Ensemble gehört zum Heinrich-Schütz-Konservatorium Dresden e.V. und wurde 1996 durch Hans-Christoph Rademann gegründet. 1998 übernahm Matthias Jung die Leitung.
Der Dresdner Motettenchor widmet sich vorwiegend seltener erklingenden Werken ohne Festlegung auf bestimmte Epochen. Wesentlich für die Auswahl ist die Aufführbarkeit durch einen Kammerchor, a cappella oder mit Instrumentalbegleitung. Musik wie Johann Valentin Meders selten aufgeführte barocke Matthäus-Passion stand ebenso wie jene baltischer und skandinavischer sowie tschechischer und deutscher Gegenwartskomponisten auf den Konzertprogrammen. Kooperationen mit dem Sächsischen Vocalensemble, der Elbland Philharmonie Sachsen und den Virtuosi Saxoniae unter Ludwig Güttler erlaubten, das Repertoire zu erweitern.
Der Dresdner Motettenchor hat sich im Konzertleben in und außerhalb Dresdens erfolgreich etabliert. Er gewann Preise nationaler und internationaler Wettbewerbe. Nach dem Ersten Preis beim 3. Sächsischen Chorwettbewerb 2001 in Torgau nahm er erfolgreich am Deutschen Chorwettbewerb 2002 in Osnabrück teil. Im März 2005 erhielt er ein Goldenes Diplom beim Musica-mundi-Wettbewerb in Budapest sowie im Juni 2005 einen Ersten Preis beim 4. Sächsischen Chorwettbewerb in Hoyerswerda. Er gastierte bei den Dresdner Musikfestspielen, den Internationalen Heinrich-Schütz-Tagen und im Mai 2005 beim Bachfest Leipzig. 
2003 sind Günter Raphaels „Advents- und Weihnachtsliedsätze“ mit dem Dresdner Motettenchor unter Matthias Jung auf CD beim Label Cantate erschienen; es ist die Ersteinspielung des kompletten Zyklus.
2012 erfolgte mit „Requiem“ eine Aufnahme mit Werken von Zdenek Lukáš, Antonín Tučapský und György Orbán.
2014 erschien „Cantate Domino“, eine Einspielung mit Chorwerken von Colin Mawby.